# مالک شلبیه
مالک شلبیه (عربی: مالك سميح يوسف شلبية؛ زادهٔ ۲۰ فوریهٔ ۱۹۸۸) بازیکن فوتبال اهل اردن است.
وی همچنین در تیم ملی فوتبال اردن بازی کرده‌است.